# Bahnhof Zwönitz
Der Bahnhof Zwönitz ist eine Betriebsstelle der Bahnstrecke Chemnitz–Adorf und der früher hier abzweigenden Strecken Zwönitz–Chemnitz Süd und Zwönitz–Scheibenberg auf dem Gebiet der Stadt Zwönitz in Sachsen. Der frühere regionale Eisenbahnknoten war zwischenzeitlich nur Haltepunkt mit Anschlussstelle.

## Geschichte
Bereits Ende der 1850er Jahre gab es mehrere Petitionen für einen Bahnbau im Zwönitzer Raum die beispielsweise eine Weiterführung der Lugauer Kohlenbahn forderten. Nach jahrelangen Streitigkeiten – so sah es zwischenzeitlich danach aus, das Zwönitz überhaupt keine Bahnverbindung erhalten sollte – erhielt 1872 die Chemnitz-Aue-Adorfer Eisenbahn-Gesellschaft die Genehmigung zum Bahnbau Chemnitz–Aue–Adorf sowie der Zweigbahnen Zwönitz–Stollberg–Lugau sowie Zwota–Klingenthal. Am 15. Juli 1873 war in Zwönitz offizieller Baubeginn für die „Hauptstrecke“, auf der Zweigstrecke nach Lugau hatten ebenfalls im selben Jahr die Vorarbeiten begonnen. Bedingt durch den Gründerkrach wurde der Zweigbahnbau 1874 vorerst ausgesetzt und 1876 ganz abgebrochen. Der Streckenabschnitt Chemnitz–Aue samt dem Bahnhof Zwönitz wurde hingegen am 15. November 1875 eröffnet. Allerdings wurde die Einweihung von einem Unwetter überschattet, welches unter anderem ein Dach im Bahnhof abdeckte.

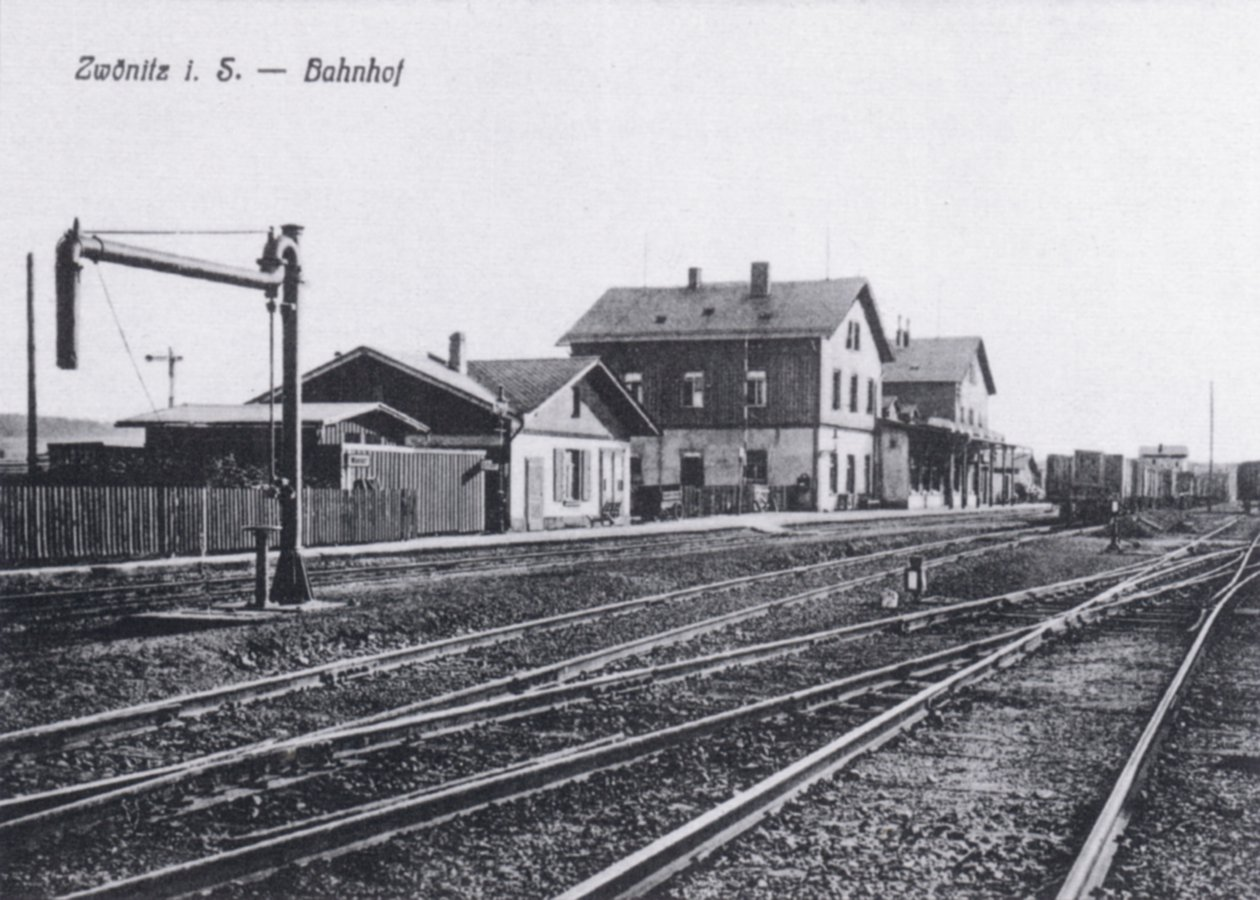
Bahnhof Zwönitz um 1910

Von Anfang war der Bahnhof als Wasserstation ausgestattet, die bereits ein Jahr nach der Betriebseröffnung erweitert werden musste. 1877 kam ein zweiter Bahnsteig – ein Zwischenbahnsteig – hinzu. Auch in den nachfolgenden Jahrzehnten wurde die Station stetig erweitert, so auch 1883 mit dem Neubau und der Verlängerung von Gleisen.
Die Bauarbeiten für die Strecke nach Stollberg (später bis Chemnitz Süd verlängert) begannen 1887 mit der Erweiterung des Empfangsgebäudes. Neben Gleiserweiterungen entstanden auch ein Lokschuppen sowie eine 13 m-Drehscheibe. Die Strecke nach Stollberg wurde am 14. Juli 1889 eröffnet, damit wurde Zwönitz zum lokalen Eisenbahnknoten. Mit der Streckeneröffnung wurden die Weichen auf signalunabhängige Bedienung umgebaut. Allerdings war der Verkehrsanstieg größer als erwartet, somit wurde der Güterschuppen nur ein Jahr nach der Eröffnung noch vergrößert.
1896 begannen die Vorarbeiten für die Bahnstrecke Zwönitz–Scheibenberg. Während des Streckenbaus entstand der südliche Bahnhofsteil, Zwönitz wurde damit zum Inselbahnhof. Weiterhin entstand das Kreuzungsbauwerk der Zwönitz–Stollberger Strecke über die Bahnstrecke Chemnitz–Adorf, um die Züge aus Stollberg direkt kreuzungsfrei nach Scheibenberg durchzubinden. Am 30. April 1900 wurde die neue Strecke eröffnet. Damit war auch der Lokschuppen überflüssig, da fortan kaum noch Züge in Zwönitz endeten, deswegen wurde das Gebäude recht bald abgerissen.
Nach dem Zweiten Weltkrieg, den der Bahnhof unbeschädigt überstand, wurde 1947 die Strecken nach Stollberg bzw. Scheibenberg (letztere zwischen Zwönitz und Elterlein) als Reparationsleistung demontiert. Zwei Jahre später wurde die Verbindung nach Stollberg allerdings auf Wunsch der Wismut in drei Monaten wiederaufgebaut. Der Verkehr blieb aber nach der Abwanderung des Wismut-Berufsverkehrs auf die Straße gering. Somit wurde 1967 der Gesamtverkehr auf der Strecke eingestellt.
Bei der 100-Jahr-Feier der Strecke Chemnitz–Aue am 21. und 22. September 1975 bildete der Bahnhof Zwönitz das Zentrum der Feierlichkeiten mit einer Triebfahrzeugausstellung. Neben einer Broschüre entstand auch ein Bericht für die Aktuelle Kamera.
Allerdings blieb der Verkehr im nunmehrigen Durchgangsbahnhof erheblich. So begannen und endeten aus betrieblichen Gründen die Verstärkerzüge von und nach Chemnitz ab Mitte der 1960er Jahre statt im Bahnhof Thalheim im Bahnhof Zwönitz. Erst mit den wirtschaftlichen Veränderungen bedingt durch die Wende 1989/90 brach der Verkehr fast vollkommen weg. Noch 1990 wurde der Stückgutverkehr eingestellt, 1991 der Bahnhof als eigenständige Dienststelle aufgelöst und dem Bahnhof Aue (Sachs) unterstellt. Bis zum 30. Mai 1994 wurde zwar noch formell Güterverkehr durchgeführt, allerdings war dieser seit 1991 praktisch nicht mehr existent.
Im Rahmen der Sanierung der Strecke Chemnitz–Aue wurde der Bahnhof Zwönitz geschlossen und zum Haltepunkt zurückgebaut. Ein neuer, günstiger gelegener Bahnsteig entstand etwa 300 Meter nördlich des alten Dienstgebäudes am Bahnübergang der Bahnhofstraße. Die Anschlussbahn zum Umspannwerk von Vattenfall blieb allerdings erhalten, ihr wurden die zwei verbliebenen Gleise auf der Bahnhofssüdostseite zugeordnet.
Der Personenverkehr wurde bis September 2018 von der Erzgebirgsbahn durchgeführt, die den Haltepunkt im Zweistundentakt bediente. Die Anschlussstelle zum Umspannwerk existiert ebenfalls noch, wird aber nur sehr selten bedient.

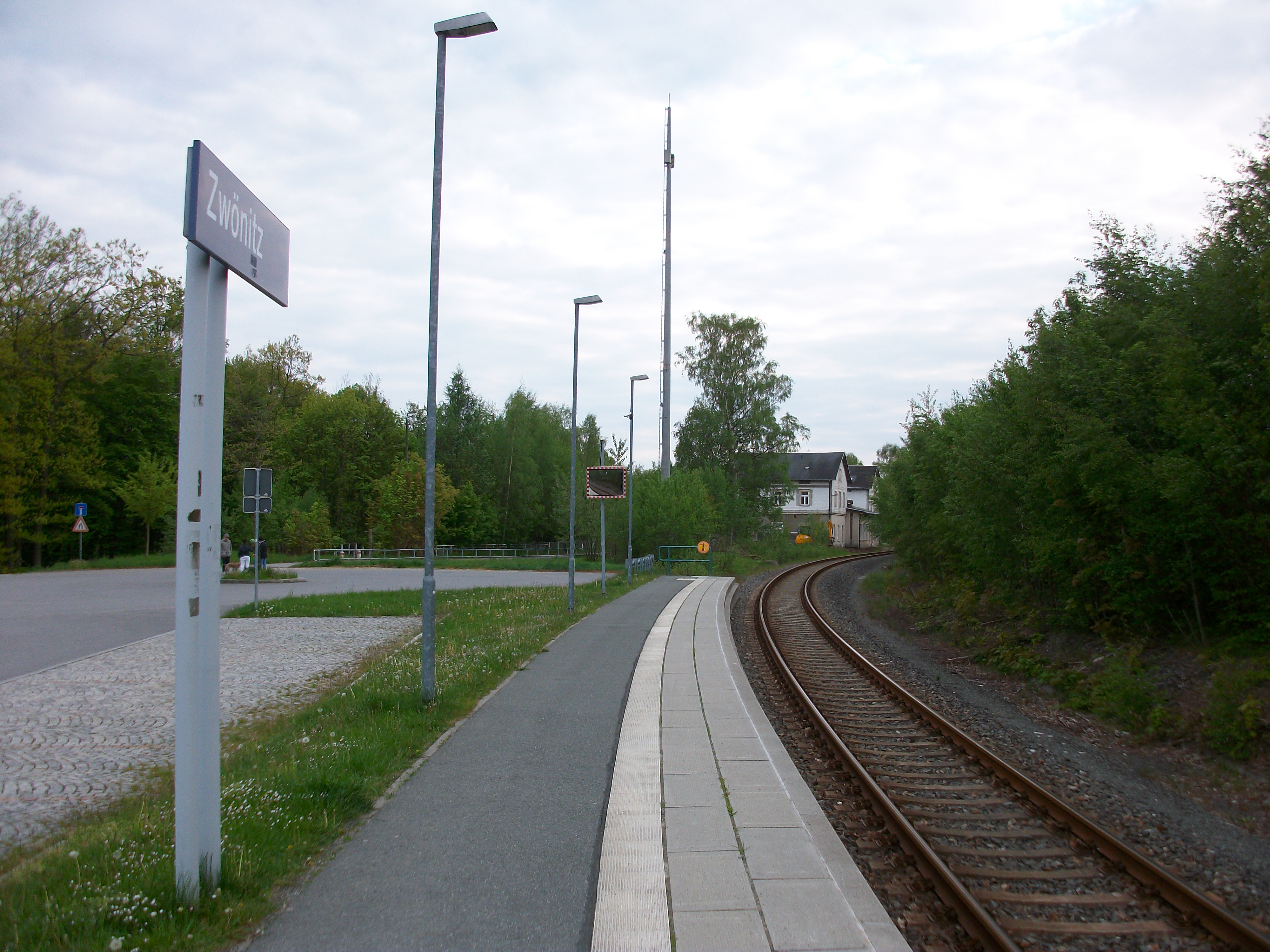
Zwönitz, neuer Bahnsteig und altes Empfangsgebäude (2016)
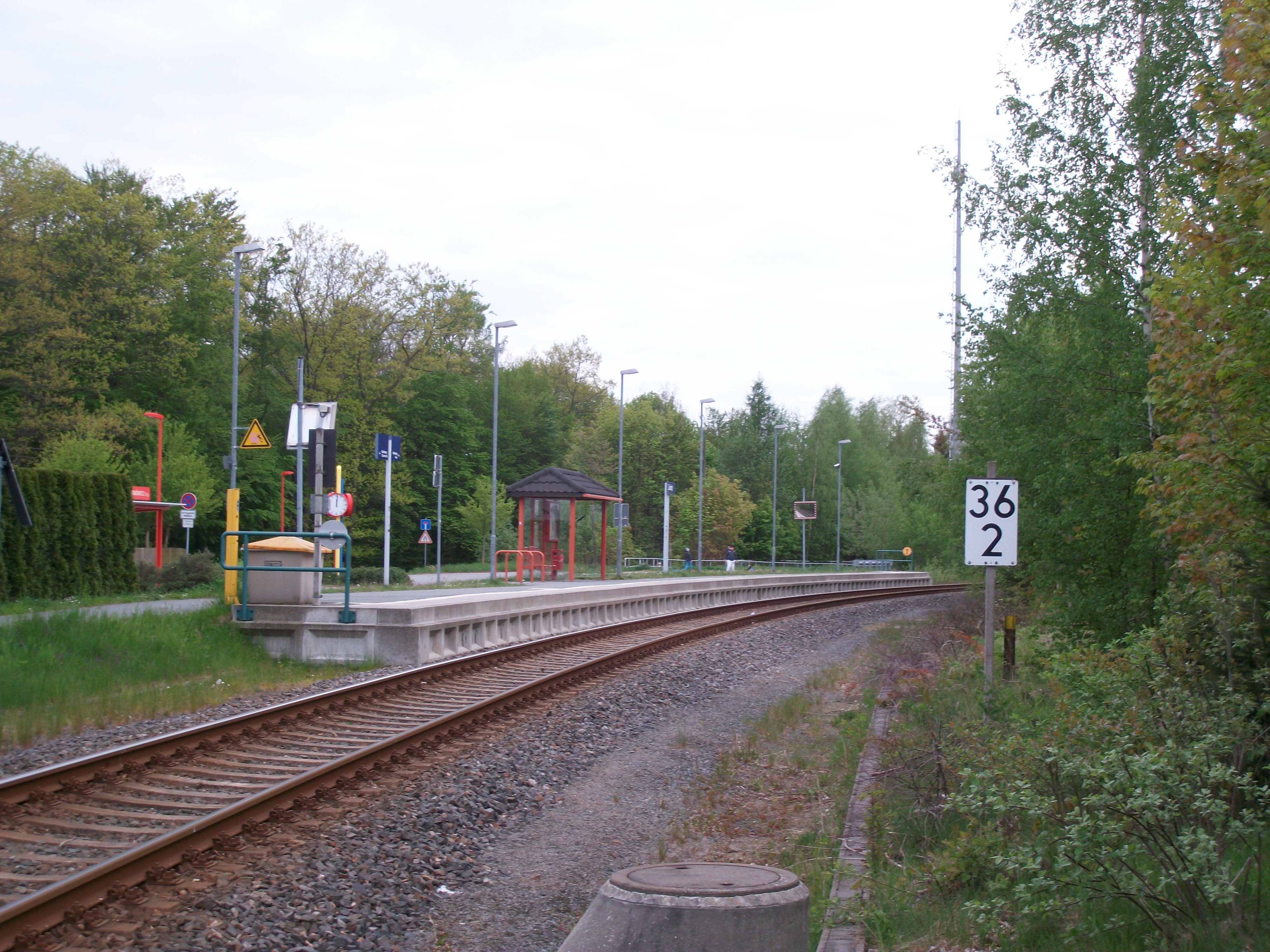
Haltepunkt Zwönitz (2016)
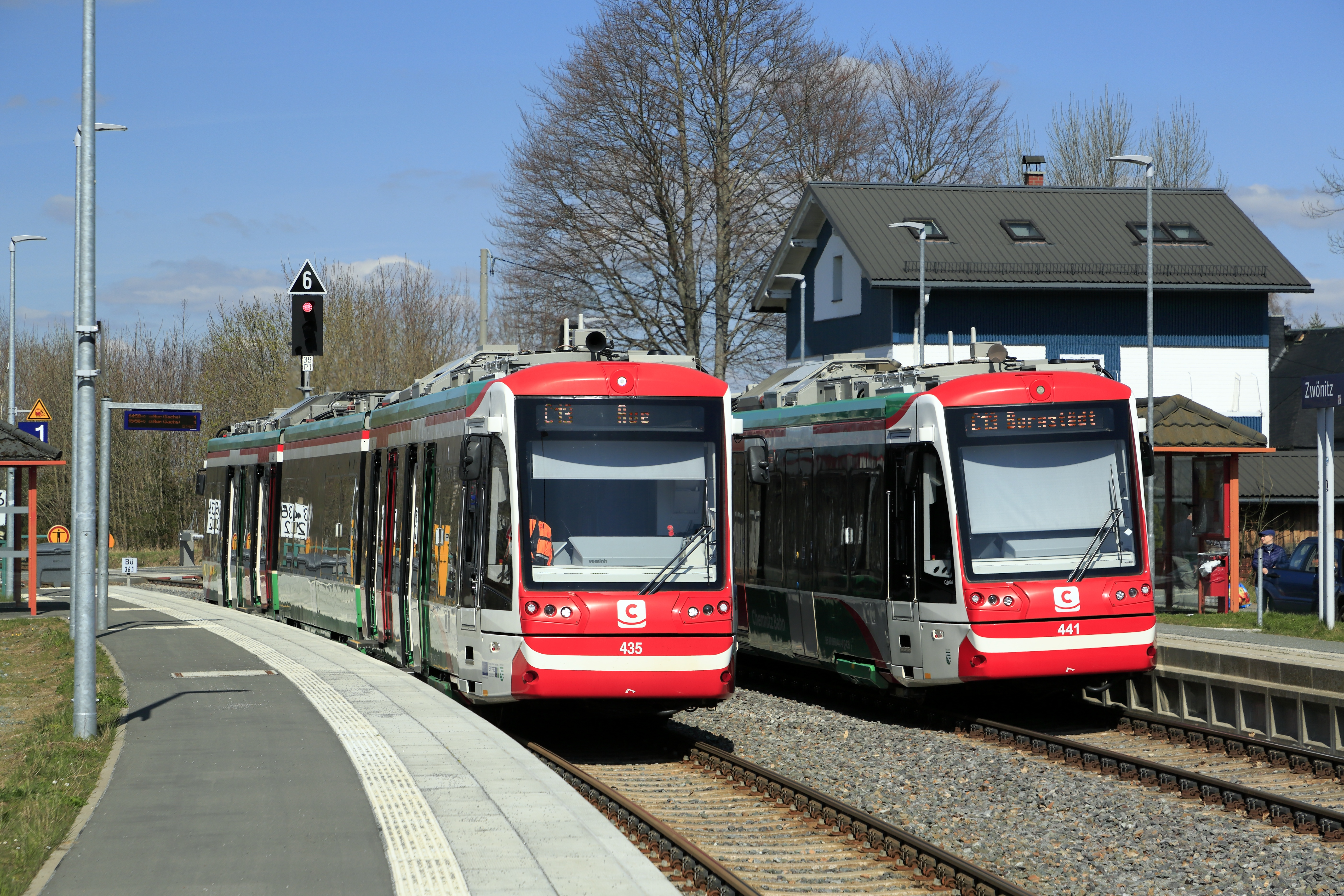
Bf Zwönitz nach Inbetriebnahme des Kreuzungsgleises im April 2022
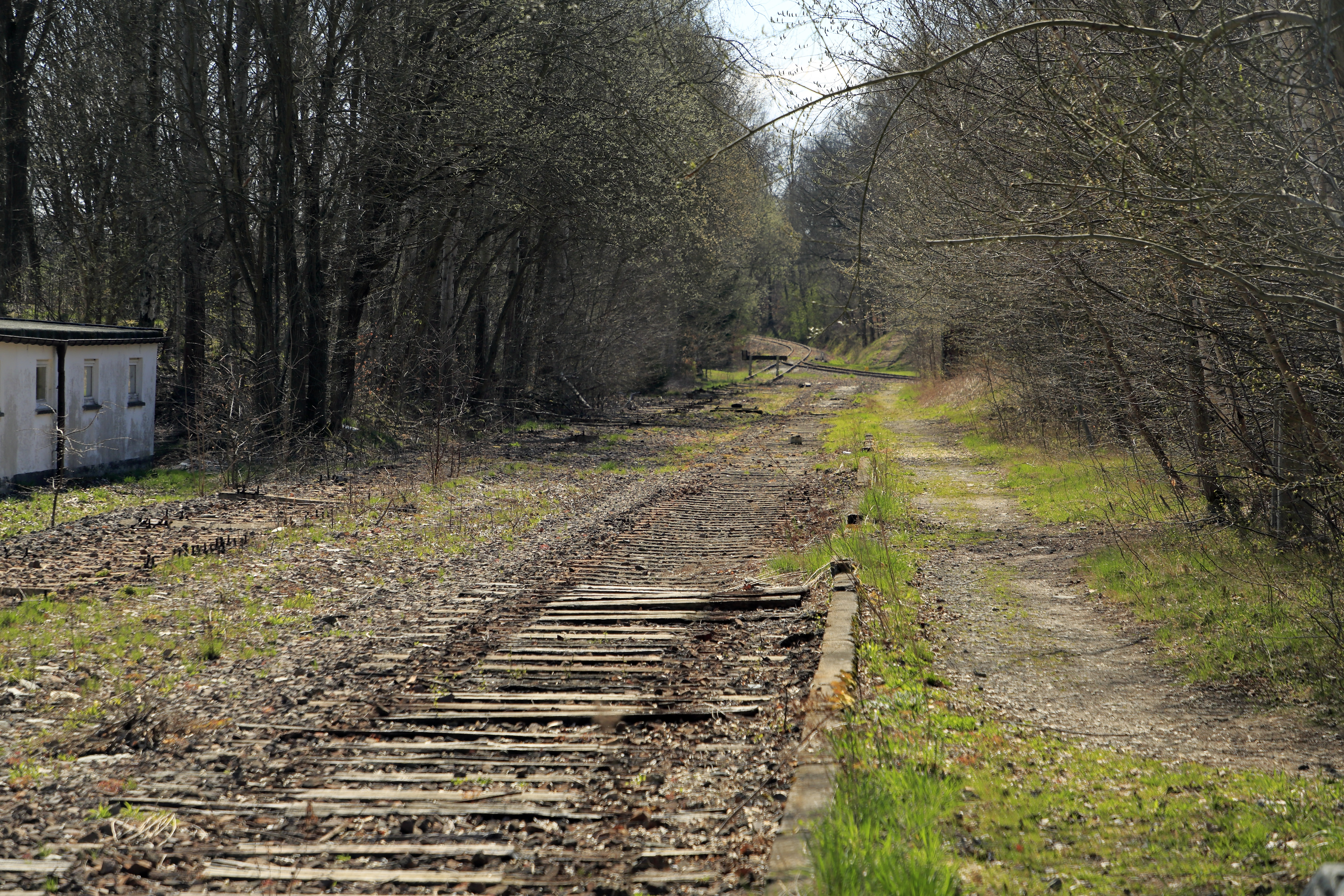
Ehemalige Südseite Richtung Scheibenberg

Mit der Stufe 2 des Chemnitzer Modells wurde der Haltepunkt an seiner neuen Lage wieder zu einem Kreuzungsbahnhof ausgebaut. Nordwestlich des Streckengleises wurde ein zweites Gleis verlegt und mit einem Seitenbahnsteig versehen. Die südliche Weiche 11 liegt am Westende des alten Empfangsgebäudes, nach einer Zwischengerade folgt die Anschlussweiche zum Vattenfall-Umspannwerk. Die beiden bis dahin noch vorhandenen Gleise S1 und S2 im Anschluss wurden in diesem Zusammenhang bis auf ein Schutzstumpfgleis abgebaut. Die Wiedereinrichtung der Kreuzungsmöglichkeit ermöglicht die Einführung des Stundentakts zwischen den Bahnhöfen Thalheim (Erzgeb) und Aue (Sachs). Die Hauptbauleistungen für die Stufe 2 des Chemnitzer Modells begannen 2019, die Inbetriebnahme fand am 29. Januar 2022 statt.